# Spark (Film)
Spark (engl. für „Funke“) ist eine romantische Tragikomödie von Nicholas Giuricich. Die Premiere des Films mit Theo Germaine, Danell Leyva und Vico Ortiz in den Hauptrollen erfolgte im Mai 2024 beim Inside Out 2SLGBTQ+ Film Festival.

## Handlung
Aaron ist ein hoffnungsloser Romantiker. Sein Mitbewohner Dani glaubt jedoch den Grund zu kennen, warum seine Affären regelmäßig scheitern. Dani wettet mit Aaron, dass er keine 24 Stunden ohne Sex auskommt. Sollte er verlieren, muss er Danis Nasenhaartrimmer reinigen.
Am gleichen Tag besuchen die beiden eine Geburtstagsparty. Hier lernt Aaron den attraktiven Trevor kennen, der ihn bittet, nicht zu gehen. Sie tanzen, küssen und verlassen gemeinsam die Party. Sie haben Sex, und im entscheidenden Moment wacht Aaron auf und findet sich in dem am Nachmittag geführten Gespräch mit Dani wieder. Der ganze Tag wiederholt sich.

## Produktion

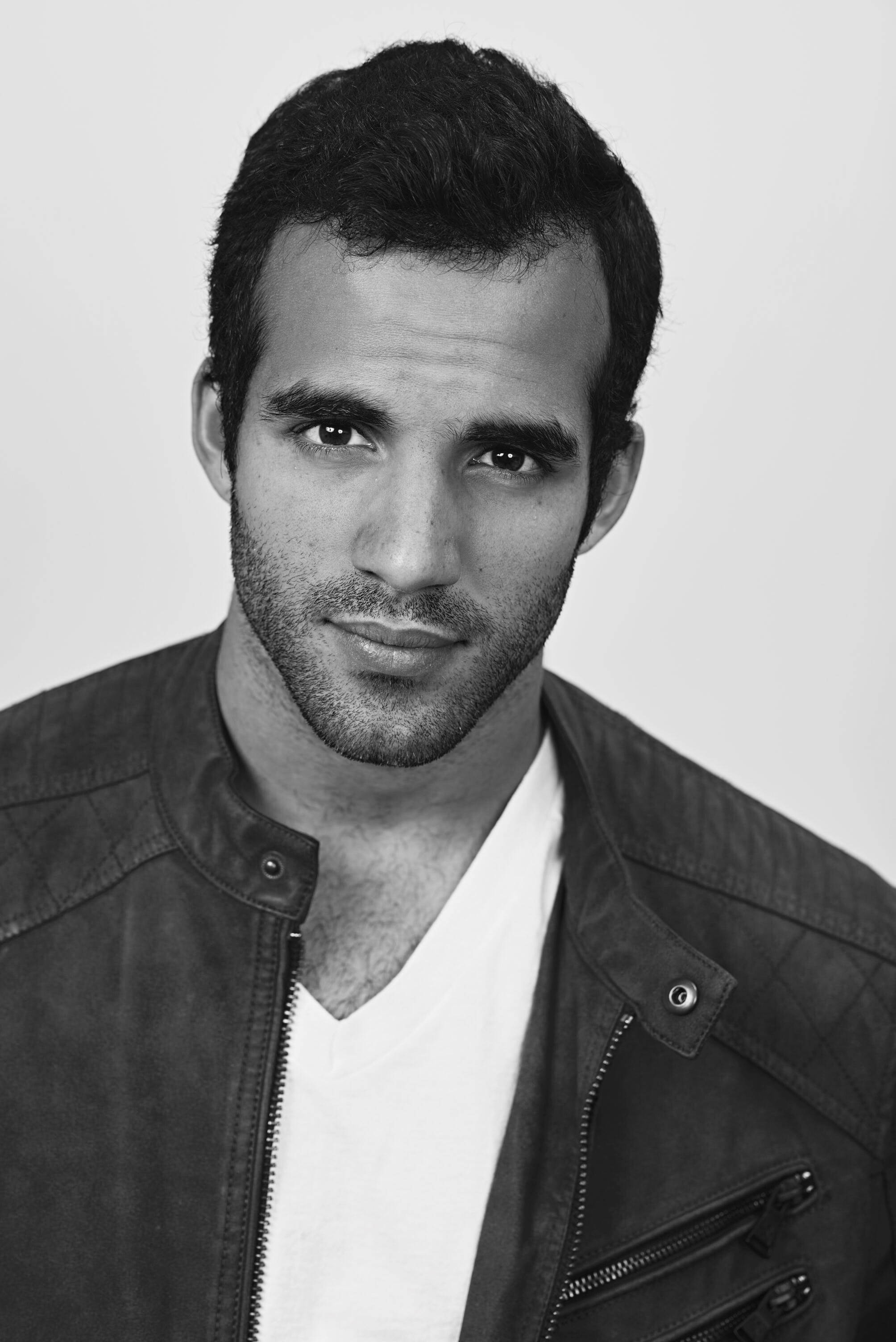
Danell Leyva spielt Trevor

Regie führte Nicholas Giuricich, der auch das Drehbuch schrieb. Es handelt sich bei Spark nach fünf Kurzfilmen um seinen ersten Spielfilm. Bei Fernsehserien wie Billions und bei Filmen wie Seperation von William Brent Bell war Giuricich als Produktionsassistent tätig.
Theo Germaine spielt in der Hauptrolle Aaron. Er ist vor allem für seine Rolle in der Fernsehserie The Politician bekannt, in der er James Sullivan spielt. Der in Kuba geborene ehemalige Turner, Bronzemedaillengewinner bei den Olympischen Spielen 2012 und Silbermedaillengewinner bei den Olympischen Spielen 2016 Danell Leyva spielt Trevor. Er outete sich als bisexuell. Der Puerto Ricaner Vico Oritz spielt Aarons Mitbewohner Dani. In weiteren Rollen sind Christina Villa als Veronique, Nancy Nave als Terra und Jason Caceres als Franco zu sehen.
Die Dreharbeiten fanden in Los Angeles statt. Als Kameraleute fungierten Tamiah Bantum und Mathew Young.
Die Premiere von Spark fand am 24. Mai 2024 beim Inside Out 2SLGBTQ+ Film Festival statt. Kurz zuvor wurde ein erster Clip vorgestellt.